# Arzberg (Ausztria)
Arzberg település Ausztriában, Stájerország tartományban, a Weizi járásban. 2015 óta Passail része. Tengerszint feletti magassága 579 méter, területe 15 km². Lakosainak száma 544 fő.